# Wang Jen (chodkyně)
Wang Jen (čínsky pchin-jinem Wáng Yán, znaky 王妍; * 3. května 1971 Liao-ning) je čínská atletka, chodkyně, která získala bronzovou medaili na 10 km na letních olympijských hrách 1996 v Atlantě. Získala stříbrnou medaili na mistrovství světa v roce MS 1999.
V letech 2001 až 2005 byla držitelkou světového rekordu na 20 km chůze. V letech 2001 až 2012 držela asijský rekord pro 20 km chůze časem 1:26:22 hodin.